# Appenzeller Skæghøns
 Appenzeller Skæghøns  er en sjælden hønserace, der stammer fra Schweiz. Den blev fremavlet i 1860 af hønseracerne Polveraras og Italienere.
Hanen vejer 2-2,3 kg og hønen vejer 1,6-1,8 kg. De lægger årligt 155 hvide æg à 55 gram. Racen anerkendes kun i sort. Racen findes også i dværgform.

## Farvevariationer
- Sort
- Blå randtegnet (ikke anerkendt)
- Guldhalset (ikke anerkendt)